# Yui Aragaki

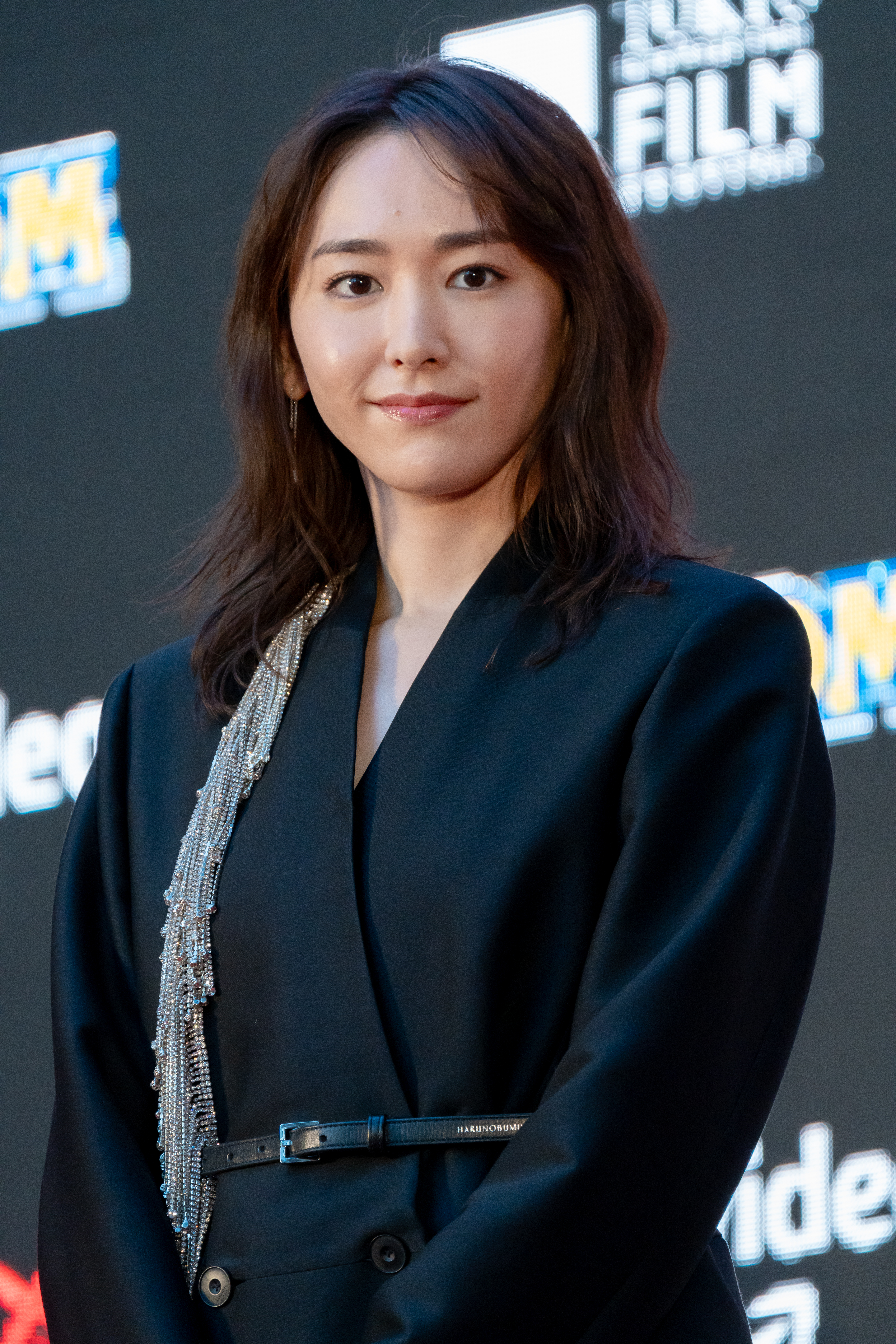
2023

Yui Aragaki (anhörenⓘ,japanisch 新垣 結衣 Aragaki Yui; * 11. Juni 1988) ist eine japanische Schauspielerin, Model, Sängerin und gelegentliche Radiomoderatorin.
Sie wurde mehrmals als das begehrteste weibliche Promi-Gesicht in Oricons jährlicher Umfrage gewählt.

## Frühes Leben
Sie wurde am 11. Juni 1988 in Naha, Okinawa, als jüngste von drei Kindern geboren. Nachdem sie eine Bewerbungsanzeige für das Junior-Modemagazin Nicola (ニ コ ラ, Nikora) gesehen hatte, bewarb sie sich und gewann den Grand Prix Award für das Vorsprechen.
Im Alter von 13 Jahren begann sie 2001 ihre Nicola-Model-Karriere und erreichte den Rekord fürs 15-fache erscheinen auf dem Cover. Eines ihrer Co-Models, die Schauspielerin Enomoto Ayako, gab ihr den Spitznamen „Gakky“ in Anlehnung an ihren Nachnamen. Mit 15 zog sie nach Tokio und schrieb sich an der renommierten Horikoshi High School ein. Im Jahr 2004 beschloss sie, ihre Nicola-Karriere auf Eis zu legen und ihren Karriereweg in Richtung Model und Schauspiel auszuweiten. Seitdem erscheint sie nur noch gelegentlich in der Zeitschrift. Ihr Schauspieldebüt gab sie 2005 in Shibuya in Varietés und spielte im selben Jahr in Pocky-Werbespots.

## Karriere
2005 übernahm Aragaki eine Rolle in dem TBS-Drama Dragon Zakura mit japanischen Idolen wie Tomohisa Yamashita und Masami Nagasawa. Dies markierte einen Durchbruch in ihrer Schauspielkarriere. Seitdem wurde sie in vielen anderen Dramen wie My Boss, My Hero und Gal Circle gecastet. Sie expandierte 2006 auch in die Synchronsprecherei und spielte in dem tragischen Liebesfilm-Hit Koizora von 2007 mit, für den sie den Nikkan Sports Film Award ihren ersten von insgesamt 5 Newcomer-Auszeichnungen bekam.
Ihre enorme Anzahl an Filmaufnahmen sowie die Vorbereitung ihres Debütalbums führten dazu, dass sie 2007 unter arbeitsbedingtem Stress litt.
Aragaki gewann 2008 den Filmpreis bei den 45. Golden Arrow Awards.
Sie wurde als Jurymitglied in die 58. Musikshow NHK Kōhaku Uta Gassen eingeladen.
Neben der Schauspielerei veröffentlichte sie auch ihr erstes Album, Sora, und die Single Heavenly Days. Der Titelsong für Tokyo Serendipity, war in ihrem Debütalbum enthalten. Sie trat auch im Budokan auf und wurde Co-Moderatorin der beliebten Radiosendung Girls Locks in den Jahren 2010–2012.
Sie lud auch als Moderatorin zu den 54. Japan Record Awards ein.
Einige Quellen berichten, dass sie 2012 überlegte, sich aufgrund von emotionalem Stress aus der Unterhaltungsindustrie zurückzuziehen.
In den Jahren 2012–2013 spielte sie mit Masato Sakai in dem Comedy-Hit Legal High.
2014 versuchte sie sich zum ersten Mal in der Rolle der Mutter im Film Twilight Sasarasaya.
Im Jahr 2016 sprach sie, als ideale Ehefrau, in The Full-Time Wife Escapist ein soziales Thema in Japan an. Sie trat auch im „Koi-Tanz“ als Abschluss des Dramas auf und wurde erneut als Jurymitglied in die 67. NHK Kōhaku Uta Gassen eingeladen.
Im Jahr 2017 fungierte Aragaki Yui als Masako Matsushita in Kizuna: Hashire Kiseki no Kouma, auch bekannt als Ties: A Miraculous Colt. Die Serie wurde auf NHK ausgestrahlt.
Im selben Jahr im Juli wurde die dritte Staffel von Code Blue, an der sie teilgenommen hatte veröffentlicht. Im Oktober spielte Aragaaki Yui als Tamako Tomita in Mixed Doubles unter der Regie von Junichi Ishikawa.
Aragaki Yui wurde bei den 60. Blue Ribbon Awards als beste Schauspielerin ausgezeichnet.
Im Jahr 2018 spielte Aragaki Yui als Shinkai Akira in Kemono ni Narenai Watashitachi. Sie nahm auch am Code Blue the Movie teil, der im Juli veröffentlicht wurde.

## Persönliches
Im Jahr 2021 heiratete Aragaki den Sänger, Songwriter und Schauspieler Gen Hoshino, ihren Co-Star in der Fernsehserie The Full-Time Wife Escapist.

## Filmografie

### Filme
- 2007: Waruboro
- 2007: Tokyo Serendipity
- 2007: Sky of Love
- 2008: Cheer Cheer Cheer!
- 2009: Ballad
- 2010: Hanamizuki
- 2011: Ranma ½
- 2012: The Wings of the Kirin
- 2014: Twilight: Saya in Sasara
- 2015: Have a Song on Your Lips
- 2015: S: The Last Policeman - Recovery of Our Future
- 2017: Mixed Doubles
- 2018: Code Blue
- 2022: Ghost Book
- 2023: Seiyoku

### Serien
- 2005: Sh15uya
- 2005: Dragon Sakura
- 2005: Onna no Ichidaiki!
- 2006: True Love
- 2006: Kanojo no Koibumi
- 2006: Gal Circle
- 2006: My Boss My Hero
- 2007: Seven Days of a Daddy and a Daughter
- 2008: Code Blue
- 2009: Code Blue Special Episode
- 2009: Smile
- 2010: Angel Bank
- 2010: Code Blue 2
- 2011: Full Throttle Girl
- 2012: Mou Yuukai Nante Shinai
- 2012–2013: Legal High
- 2013: Public Affairs Office in the Sky
- 2014: S: The Last Policeman
- 2015: The Memorandum of Kyoko Okitegami
- 2016: The Full-Time Wife Escapist
- 2017: Ties: A Miraculous Colt
- 2017: Code Blue 3
- 2018: Weakest Beast
- 2020: Daddy is My Classmate
- 2021: The Full-Time Wife Escapist: New Year's Special
- 2021: Dragon Sakura (Staffel 2)
- 2022: The 13 Lords of the Shogun
- 2023: Kazama Kimichika: Kyojo Zero
- 2023: Fence

### Synchronisation
- 2006: Digimon Data Squad
- 2006: Digimon World Data Squad  (Videospiel)
- 2006: Keroro Gunsō the Super Movie (Animefilm)

## Diskografie

### Singles
| Veröffentlichung | Titel       | Oricon Single charts Position und Verkäufe | Oricon Single charts Position und Verkäufe | Oricon Single charts Position und Verkäufe | Oricon Single charts Position und Verkäufe | Album |
| Veröffentlichung | Titel       | Tagescharts                                | Wochencharts                               | Veröffentlichung                           | Insgesamt                                  | Album |
| ---------------- | ----------- | ------------------------------------------ | ------------------------------------------ | ------------------------------------------ | ------------------------------------------ | ----- |
| 16. Juli 2008    | Make My Day | 1                                          | 2                                          | 53,471                                     | 85,341                                     | Hug   |
| 15. Oktober 2008 | Akai Ito    | 1                                          | 3                                          | 34,236                                     | 64,461                                     | Hug   |
| 25. Februar 2009 | Piece       | 6                                          | 7                                          | 18,204                                     | 25,283                                     | Hug   |
| 27. Mai 2009     | Utsushie    | 9                                          | 10                                         | 15,946                                     | 22,048                                     | Hug   |

Download Songs
| Veröffentlichung   | Titel               | Künstler              | Bemerkung                                                 |
| ------------------ | ------------------- | --------------------- | --------------------------------------------------------- |
| 9. Dezember 2009   | Chiisana Koi no Uta | Yui & Schülergruppe   | Yui singt den Song mit mehr als 3000 high school Schülern |
| 22. September 2010 | Hanamizuki          | Yui & SCHOOL OF LOOK! | 12 ausgewählte Hörer von „SCHOOL OF LOCK!“                |

### Alben
| Veröffentlichung   | Titel | Oricon Single charts Position und Verkäufe | Oricon Single charts Position und Verkäufe | Oricon Single charts Position und Verkäufe | Oricon Single charts Position und Verkäufe |
| Veröffentlichung   | Titel | Tagescharts                                | Wochencharts                               | Veröffentlichung                           | Insgesamt                                  |
| ------------------ | ----- | ------------------------------------------ | ------------------------------------------ | ------------------------------------------ | ------------------------------------------ |
| 05. Dezember 2007  | Sora  | 2                                          | 3                                          | 72,879                                     | 133,086                                    |
| 17. Juni 2009      | Hug   | 3                                          | 5                                          | 22,540                                     | 40,704                                     |
| 22. September 2010 | Niji  | 2                                          | 4                                          | 19,888                                     | 29,902                                     |

### Tie-in
| Veröffentlichung | Titel               | Tie-in                                 |
| ---------------- | ------------------- | -------------------------------------- |
| März 2007        | Hi no Kageru Oka    | Mitsuya Cider                          |
| 18. August 2007  | Memory              | Tokyo Serendipity                      |
| 3. November 2007 | heavenly days       | Koizora                                |
| 15. April 2009   | Utsushie            | Aishiteru: Kaiyō                       |
| April 2009       | Heart will drive    | Round One Entertainment                |
| 27. Mai 2009     | Hachimitsu          | 系春の『花Sacas』                      |
| Oktober 2009     | Chiisana Koi no Uta | Sony Walkman S Series                  |
| 31. Juli 2010    | WALK                | Hutch the Honeybee: Melody of Couraget |

## Preise und Nominierungen
| Jahr | Preis                                       | Kategorie                  | Nominiert für                         | Ergebnis     |
| ---- | ------------------------------------------- | -------------------------- | ------------------------------------- | ------------ |
| 2007 | 20. Nikkan Sports Film Award                | Beste Newcomerin           | Waruboro and Koizora                  | Auszeichnung |
| 2007 | 4. TVnavi Drama of the Year                 | Beste weibliche Nebenrolle | Seven Days of a Daddy and a Daughter  | Auszeichnung |
| 2007 | 17. TV LIFE Annual Drama Award              | Beste weibliche Nebenrolle | Seven Days of a Daddy and a Daughter  | Auszeichnung |
| 2008 | 32. Elan d'or Awards                        | Newcomerin des Jahres      |                                       | Auszeichnung |
| 2008 | 29. Yokohama Film Festival                  | Beste Newcomerin           | Koisuru Madori, Waruboro, and Koizora | Auszeichnung |
| 2008 | 50. Blue Ribbon Awards                      | Beste Newcomerin           | Koisuru Madori, Waruboro, and Koizora | Auszeichnung |
| 2008 | 31. Japan Academy Prize                     | Newcomerin des Jahres      | Koizora                               | Auszeichnung |
| 2008 | 45. Golden Arrow Awards                     | Filmpreis                  | Ehrung                                | Auszeichnung |
| 2008 | 6. Tokyo Girls Collection                   | Frau des Jahres 2007       |                                       | Auszeichnung |
| 2009 | 13. Nikkan Sports Drama Grand Prix          | Beste weibliche Nebenrolle | Smile                                 | Auszeichnung |
| 2009 | 61. Television Drama Academy Awards         | Beste weibliche Nebenrolle | Smile                                 | Auszeichnung |
| 2014 | 79. Television Drama Academy Awards         | Beste weibliche Nebenrolle | Legal High 2                          | Auszeichnung |
| 2016 | 2. Confidence Award Drama Prize             | Beste Schauspielerin       | Okitegami Kyōko no Bibōroku           | Auszeichnung |
| 2017 | 6. Confidence Award Drama Prize             | Beste Schauspielerin       | The Full-Time Wife Escapist           | Auszeichnung |
| 2017 | 91. Television Drama Academy Awards         | Beste Schauspielerin       | The Full-Time Wife Escapist           | Auszeichnung |
| 2017 | 25. Hashida Awards                          | Beste Schauspielerin       | The Full-Time Wife Escapist           | Auszeichnung |
| 2017 | 20. Nikkan Sports Drama Grand Prix          | Beste Schauspielerin       | The Full-Time Wife Escapist           | Auszeichnung |
| 2017 | 10. Tokyo Drama Awards                      | Beste Schauspielerin       | The Full-Time Wife Escapist           | Auszeichnung |
| 2017 | 30. Nikkan Sports Film Award                | Beste Schauspielerin       | Mixed Doubles                         | Nominierung  |
| 2017 | 21. Nikkan Sports Drama Grand Prix – Summer | Beste weibliche Nebenrolle | Code Blue                             | Auszeichnung |
| 2017 | 94. Television Drama Academy Awards         | Beste weibliche Nebenrolle | Code Blue                             | Auszeichnung |
| 2017 | 27. TV LIFE Annual Drama Award              | Beste weibliche Nebenrolle | Code Blue                             | Auszeichnung |
| 2018 | 60. Blue Ribbon Awards                      | Beste Schauspielerin       | Mixed Doubles                         | Auszeichnung |
| 2018 | 27. Tokyo Sports Film Award                 | Beste Schauspielerin       | Mixed Doubles                         | Nominierung  |
| 2018 | 41. Japan Academy Prize                     | Beste Schauspielerin       | Mixed Doubles                         | Nominierung  |
| 2018 | 43. Hochi Film Award                        | Beste weibliche Nebenrolle | Code Blue – Movie Ver.                | Nominierung  |

## Werbung
- Daio Paper – Elleair (2003)
- Meiji Holdings – Seika (2014 Dezember – 2015 Februar)
- Japan Tobacco – Senoby (2005 März – 2006 Februar)
- Nippon Telegraph and Telephone (2005 Dezember – 2013 Dezember)
- Procter & Gamble – Pantene (2006 – 2014)
- Ciba Vision – Dailies Aqua (2006)
- Ezaki Glico – Pocky (2006 – 2008)
- Recruit – Townwork (2006 – Aktuell)
- Japanisches Rotes Kreuz (2007 Januar – 2007 Dezember)
- Uniqlo – SKINNY MIX"キャンペーン (2007 Februar – 2007 April)
- Asahi Soft Drinks – Mitsuya Cider (2007 März – )
- ROHTO Pharmaceutical Co (2008 März – 2010 Februar, 2014 April – Aktuell)
- Asahi Soft Drinks – Green Tea (2009 – Aktuell)
- Sony – Walkman S Series (2009 Oktober – 2010 September)
- Tokyo Metro – Tokyoheart (2010 April – 2011 März)
- Haruyama Trading Co.,Ltd. – (2010 Februar – 2012 Januar)
- Toyota – Ractis (2010 November – 2011 Oktober)
- Meiji – Chocolate Almonds (2011 April – Aktuell)
- Meiji – Meltykiss (2011 Oktober – Aktuell)
- DeNA – Mobage (2011 November – 2012 Oktober)
- KOSÉ – Sekkisei (2012 Juli – Aktuell)
- DeNA – Final Fantasy (2012 Juli – 2012 Oktober)
- Canon – EOS (Spiegellose Objektivkamera) (2012 Juli – 2014 Juli)
- Canon – IXY PowerShot (Digitalkamera) (2013 Februar – 2014 Februar)
- Canon – EOS kiss X7 (Spiegelreflexkamera) (2013 November – 2014 Februar)
- KOSÉ – ESPRIQUE (2014 November – 2015 Februar)
- GMO CLICK Securities (2015 Januar – Aktuell)
- Meiji – Valentine Special (2016 Februar)
- Uniqlo (2017)
- NIPPON PAPER CRECIA Co – Kleenex (2017 April – Aktuell)
- Uniqlo – ドレープコレクション (2017 März – Aktuell)
- Toyota – Noah (2017 Juli – Aktuell)
- H&M – (2021)
- Nintendo – (2022)

## Fotobücher
- Chura Chura, von Tatuo Watanabe 2006, ISBN 978-4-08-907009-3
- A Happy New Gakky (2006)
- Masshiro (2007)
- Koisuru Madori, 2007, ISBN 978-4-903267-62-3
- Gekkan Yui Aragaki Special, Shinchosha 2010, ISBN 978-4-10-790220-7
- Hanamizuki Official Photostory Book, Tokio News 2010, ISBN 978-4-86336-105-8

### Kalender
- Aragaki Yui Offizieller Kalender 2005 (Veröffentlichung 10. Dezember 2004)
- Aragaki Yui Offizieller Kalender 2006(Veröffentlichung 7. November 2005)
- Aragaki Yui Offizieller Kalender 2007 (Veröffentlichung 4. November 2006)
- Aragaki Yui Offizieller Kalender 2008 (Veröffentlichung 22. Oktober 2007)
- Aragaki Yui Offizieller Kalender 2009 (Veröffentlichung 27. Oktober 2008)
- Aragaki Yui Offizieller Kalender 2010 (Veröffentlichung 28. Oktober 2009)
- Aragaki Yui Offizieller Kalender 2011 (Veröffentlichung 13. Oktober 2010)
- Aragaki Yui Offizieller Kalender 2012 (Veröffentlichung 26. Oktober 2011)
- Aragaki Yui Offizieller Kalender 2013 (Veröffentlichung 6. Oktober 2012)
- Aragaki Yui Offizieller Kalender 2014 (Veröffentlichung 2. November 2013)
- Aragaki Yui Offizieller Kalender 2015 (Veröffentlichung 8. November 2014)
- Aragaki Yui Offizieller Kalender 2016 (Veröffentlichung 7. November 2015)
- Aragaki Yui Offizieller Kalender 2017 (Veröffentlichung 12. November 2016)
- Aragaki Yui Offizieller Kalender 2018 (Veröffentlichung 1. September 2017)